# Тараданово (Кемеровская область)
Тарада́ново — село в Крапивинском районе Кемеровской области. Административный центр Тарадановского сельского поселения.

## География
Центральная часть населённого пункта расположена на высоте 188 м над уровнем моря.

## Население
| 2010 |
| ---- |
| 860  |

### Половой состав
По данным Всероссийской переписи населения 2010 года, в селе Тараданово проживает 860 человек (409 мужчин, 451 женщина).

## Организации
- Управление Бунгарапо-Ажендаровского заповедника
- Управление Салтымаковского заповедника